# Libenge
Libenge is een plaats in de Democratische Republiek Congo in de noordwestelijke provincie Zuid-Ubangi. Reeds van in de tijd van de Onafhankelijke Congostaat en vervolgens gedurende de tijd van Belgisch-Congo, tot 1955, was Libenge en nog niet Gemena de hoofdplaats van Zuid-Ubangi.
Libenge telde in 2012 circa 24.530 inwoners, bij de verkiezingen van 2018 waren er 13.999 kiesgerechtigden ingeschreven.

## Geografie
Libenge ligt op een hoogte van 358 meter aan de linkeroever van de linkse riviertak van de Ubangi die ter hoogte van Libenge een riviereiland heeft, het Île de Libenge.
De rivier (en meer specifiek bij het eiland de rechtertak) vormt de grens van DR Congo met de Centraal-Afrikaanse Republiek. Het drielandenpunt van DR Congo, de Centraal-Afrikaanse Republiek en de Republiek Congo ligt twintig kilometer ten zuiden van Libenge.
Libenge ligt in vogelvlucht zo'n 975 km ten noordoosten van Kinshasa, een traject dat in redelijk rechte lijn wordt gevolgd door de loop van de Ubangi en de Kongo.
De plaats is gelegen aan de nationale routes nr. 6 en nr. 23. De N6 verbindt Libenge onder meer met het 175 km oostwaarts gelegen Gemena. De N23 volgt min of meer de loop van de Ubangi stroomopwaarts naar het noorden en leidt tot Zongo en Bangui, de hoofdstad van de Centraal-Afrikaanse Republiek. Gezien Bangui eveneens aan de Ubangi ligt en scheepvaart op de Ubangi mogelijk is tot Bangui is deze laatste optie de kortere en veiligere verbinding, met een traject van zo'n 80 kilometer in plaats van 100 kilometer.
Enkele kilometers ten zuiden van Libenge ligt het vliegveld van Libenge, met een stofbaan van circa 1500 meter als landingsbaan. Het vliegveld was nog aangelegd door de Belgische kolonialen. De luchthaven was ten tijde van de langeafstandsvluchten met propellertoestellen nog een tussenstop op het traject tussen Brussel en Leopoldstad (het latere Kinshasa). Op 13 mei 1948 vond er op zo'n 27 kilometer ten zuiden van Libenge een vliegtuigramp plaats. Een Douglas DC-4 van Sabena stortte neer tijdens een vlucht van Leopoldstad naar Brussel met een eerste tussenstop in Libenge nadat hij in een in een tornado terechtkwam. Bij de crash in een bosrijk gebied zo'n 27 km ten zuiden van Libenge vielen er 31 dodelijke slachtoffers..

## Geboren
- Léon Kengo Wa Dondo (22 mei 1935), Congolees/Zaïrees politicus
- Nzimbi Ngbale (6 december 1944), neef van Mobutu Sese Seko, generaal in het Zaïrees leger en gezagvoerder van de Speciale Presidentiële Brigade onder Mobutu